# 日本赤十字豊田看護大学
日本赤十字豊田看護大学（にっぽんせきじゅうじとよたかんごだいがく、英語: Japanese Red Cross Toyota College of Nursing.、公用語表記: 日本赤十字豊田看護大学）は、愛知県豊田市白山町七曲12番33に本部を置く日本の私立大学。1941年創立、2004年大学設置。大学の略称は日赤豊田看護大。

## 沿革
- 1941年（昭和16年） - 日本赤十字社愛知支部病院救護看護婦養成所として発足する。
- 1943年（昭和18年） - 名古屋赤十字病院救護看護婦養成所と改称。
- 1946年（昭和21年） - 名古屋赤十字病院看護婦養成所と改称。
- 1950年（昭和25年） - 名古屋赤十字看護学院と改称、甲種看護婦養成所として指定。名古屋赤十字高等看護学院と改称。
- 1976年（昭和51年） - 名古屋赤十字看護専門学校と改称。
- 1989年（平成元年） - 日本赤十字愛知女子短期大学を開学。
- 1991年（平成3年）3月 - 名古屋赤十字看護専門学校を閉校。発展的に閉校。
- 1997年（平成9年） - 日本赤十字愛知短期大学と改称。
- 1998年（平成10年） - 専攻科地域看護学専攻（保健師コース）を設置。
- 2004年（平成16年）4月 - 日本赤十字豊田看護大学 看護学部看護学科を開設。
- 2006年（平成18年）3月 - 日本赤十字愛知短期大学を閉学。発展的に閉校。
- 2010年（平成22年）4月 - 大学院看護学研究科看護学専攻（修士課程）設置。

## 教育および研究

### 組織

#### 学部
看護学部
- 看護学科

#### 大学院
看護学研究科・看護学専攻
- 修士課程
  - 看護管理学
  - 地域生活看護学
  - 臨床実践看護学（成人急性期看護学・母性看護学・精神看護学）
  - 専門看護師コース・臨床実践看護学（母性看護学・精神看護学）

## 学生生活

### 学内奨学金
- 日本赤十字社愛知県支部特別奨学金
- 日本赤十字社看護師同方会奨学金
- 各赤十字病院の奨学金

### 赤十字病院（奨学金）
| - 日本赤十字社医療センター - 日本赤十字社愛知医療センター名古屋第一病院 - 旧名称：名古屋第一赤十字病院 - 日本赤十字社愛知医療センター名古屋第二病院 - 旧名称：名古屋第二赤十字病院 - 岐阜赤十字病院 - 高山赤十字病院 - 伊勢赤十字病院 - 旧名称：山田赤十字病院 - 静岡赤十字病院 | - 浜松赤十字病院 - 裾野赤十字病院 - 旧名称：中駿赤十字病院 - 伊豆赤十字病院 - 諏訪赤十字病院 - 飯山赤十字病院 - 安曇野赤十字病院 - 旧名称：豊科赤十字病院 - 福井赤十字病院 |